# Ивановка (Сосновская поселковая община)
Ивановка (укр. Іванівка) — село в Сосновской поселковой общине Ровненского района Ровненской области Украины.
До 2020 года входило в Березновский район.
Население по переписи 2001 года составляло 143 человека. Почтовый индекс — 34652. Телефонный код — 3653. Код КОАТУУ — 5620455705.